# Il ballo delle ingrate

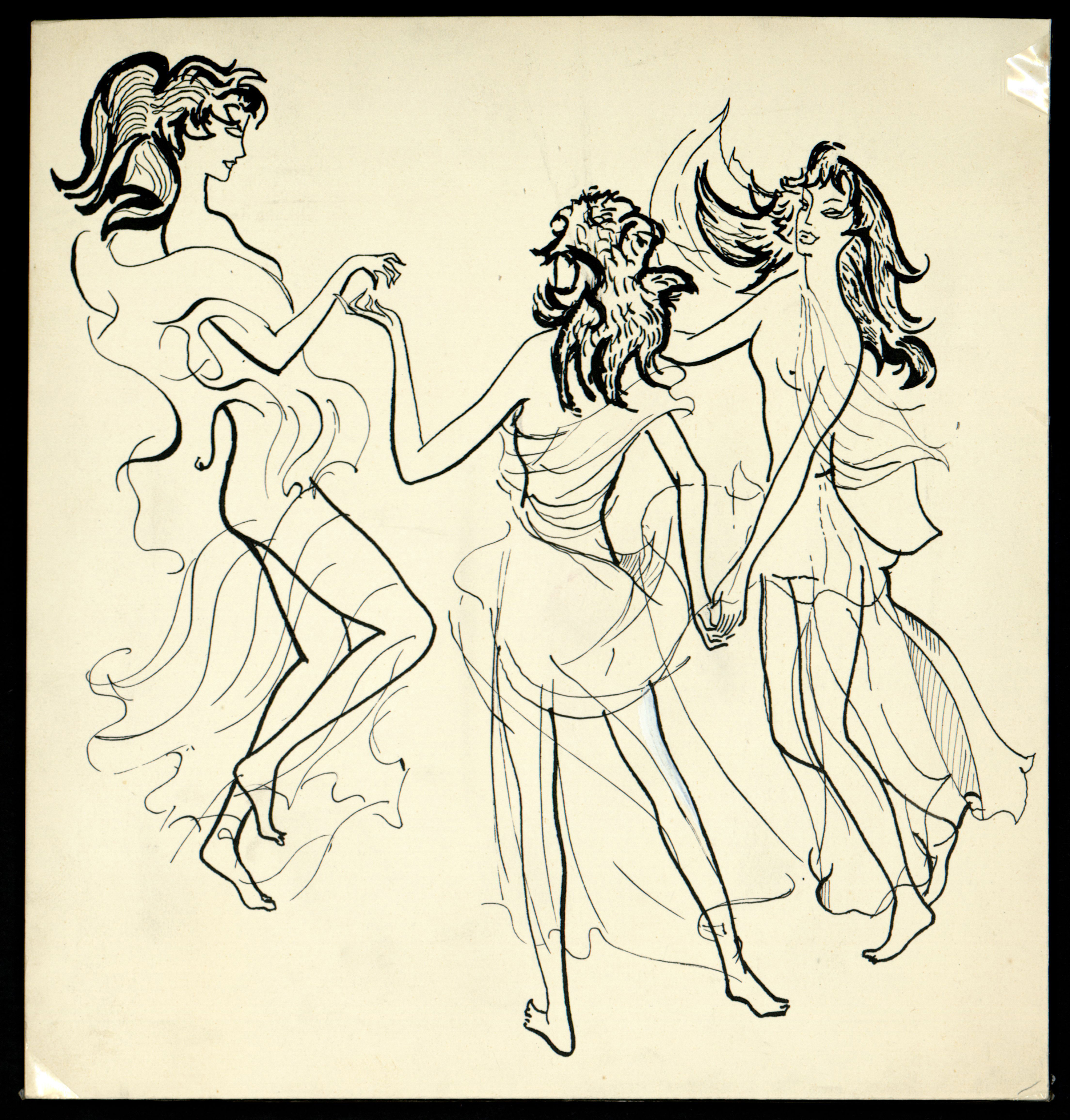
Diseño para la portada del folleto, dibujo para Il ballo delle ingrate

Il ballo delle ingrate (El baile de las ingratas) SV 167 es un ballet semidramático del compositor italiano Claudio Monteverdi, con libreto de Ottavio Rinuccini. Se estrenó en Mantua el miércoles 4 de junio de 1608 como parte de las celebraciones de la boda de Francisco IV Gonzaga (hijo del patrón de Monteverdi, el duque Vincente I de Mantua) y Margarita de Saboya. Tanto Vincente I como Francisco Gonzaga participaron en el baile. Monteverdi también compuso la ópera L'Arianna (también con libreto de Rinuccini) y la música para el prólogo de la obra de Gian Battista Guarini L'idropica para la ocasión.
Il ballo delle ingrate se publicó como parte del Octavo libro de madrigales de Monteverdi (Madrigali guerrieri, et amorosi) en 1638. Esta versión impresa probablemente contiene revisiones que Monteverdi hizo para un nuevo montaje en Viena. La escritura de bajo virtuoso para Plutone está más cerca de las últimas óperas de Monteverdi que de su La fábula de Orfeo (1607). El musicólogo Paolo Fabbri cree que las revisiones las realizó para una actuación para celebrar la coronación de Fernando III, emperador del Sacro Imperio Romano en 1636. La repentina muerte del anterior emperador significó que Monteverdi tuvo que producir música con poca antelación, por lo que volvió a trabajar Il ballo delle ingrate, eliminando las referencias a la boda en Mantua.

## Personajes
| Reparto          | Tipo de voz |
| ---------------- | ----------- |
| Venere (Venus)   | soprano     |
| Amore (Cupido)   | soprano     |
| Plutone (Plutón) | bajo        |
| Una ingrata      | soprano     |

## Sinopsis
El escenario muestra la boca del inframundo. Venus y Cupido visitan a Plutón, rey del Inframundo, y se quejan de que las flechas del arco de Cupido ya no son efectivas en las mujeres de Mantua, que desprecian a sus amantes. Cupido le pide a Plutón que traiga del Inframundo los espíritus de las mujeres que rechazaron el amor para mostrar qué destino les espera en el más allá. Plutón acepta y los espíritus de las «ingratas femeninas» entran y bailan «de dos en dos ... con pasos graves» mientras Plutón canta una advertencia a las mujeres en la audiencia. Cuando dichas ingratas regresan al inframundo, una de ellas canta un lamento que se arrepiente haber dejado el «aire puro y sereno».

## Grabaciones
- Il ballo delle ingrate (con Sestina) Les Arts Florissants, dirigida por William Christie (Harmonia Mundi, 1982)
- Il ballo delle ingrate (con Il combattimento di Tancredi e Clorinda) Red Byrd, Parley of Instruments (Hyperion, 1992)
- Il ballo delle ingrate (con Il combattimento di Tancredi e Clorinda, Tirsi e Clori and Tempro la cetra) Ensemble Tragicomedia, dirigida por Stephen Stubbs (Teldec, 1993)
- Il ballo delle ingrate (con Tirsi e Clori and music from L'Orfeo) Monteverdi Choir, English Baroque Soloists, dirigida por John Eliot Gardiner (Erato, 1993)
- Il ballo delle ingrate (con Il combattimento di Tancredi e Clorinda and Tirsi e Clori) New London Consort, dirigida por Philip Pickett (Decca L'Oiseau-Lyre, 1995)
- Il ballo delle ingrate (con Il combattimento di Tancredi e Clorinda) Capella Musicale di S. Petronio di Bologna, dirigida por Serge Vartolo (Naxos, 1997)
- Il ballo delle ingrate (con Il combattimento di Tancredi e Clorinda), Concerto Italiano, dirigida por Rinaldo Alessandrini (Opus 111, 1998)
- Il ballo delle ingrate (como parte de una grabación completa de Madrigali guerrieri ed amorosi - Monteverdi's Eighth Book of Madrigals) Concerto Vocale, dirigida por René Jacobs (Harmonia Mundi, 2002)
- Il ballo delle ingrate (como parte de una grabación completa de Monteverdi's Eighth Book of Madrigals), La Venexiana, dirigida por Claudio Cavina (Glossa, 2005)
- Il ballo delle ingrate, I Fagiolini and Barokksolistene dirigida por Robert Hollingworth (Chandos, 2009)